# Stefan Borković
Stefan Borković (...) è un giocatore di football americano serbo, che gioca come wide receiver per gli Znojmo Knights.
Ha iniziato a giocare agli Inđija Indians; ha quindi firmato con i Kragujevac Wild Boars e in seguito con gli spagnoli Badalona Dracs e i bosniaci Banja Luka Rebels, per poi tornare in Serbia ai Beograd Vukovi. Si è poi trasferito ai cechi Znojmo Knights (nel campionato austriaco).
Anche suo fratello Aleksandar gioca a football americano.

## Palmarès
- 2 Serbian Bowl (Kragujevac Wild Boars, 2019; Beograd Vukovi, 2021)